# TV Azteca
Pour les articles homonymes, voir Azteca.
Televisión Azteca, plus connu sous les noms TV Azteca et Azteca, est un groupe audiovisuel mexicain. Propriétaire des réseaux de télévision Azteca Uno et Azteca 7 ainsi que de la chaîne ADN 40, il est le deuxième plus grand groupe de télévision au Mexique derrière Televisa.
TV Azteca dispose également d'une chaîne au Salvador ainsi que d'une chaîne au Portugal : P.Azteca.

## Histoire
En 2002, après l’échec d'un projet de fusion avec CNI Canal 40, le patron de TV Azteca Ricardo Salinas Pliego envoie un commando armée prendre l'antenne de force. Le commando a séquestré plusieurs heures durant les employés et a interrompu la diffusion de la chaîne régionale pour retransmettre une chaîne du groupe Azteca (Azteca trece).
Selon des câbles diplomatiques émanant de l'ambassade des États-Unis (révélés par Wikileaks), « deux sociétés de télévision dominante dans le pays, Televisa et TV Azteca, qui forment un duopole dans le secteur, continuent d'exercer une influence sur le pouvoir judiciaire, le pouvoir législatif et les organismes de règlementation pour empêcher la concurrence ». La note confidentielle ajoute que « personne ne semble vouloir irriter Televisa ou TV Azteca par peur de perdre des espaces de publicité bon marché à l'heure des grandes audiences ».
Une enquête publiée par The Guardian soupçonne Peña Nieto d'avoir versé plus de 340 millions de pesos à Televisa pour faire la promotion pendant trois ans de sa gestion de l’État, afin de préparer sa campagne présidentielle. En 2012, pendant la campagne présidentielle, le candidat de la gauche Andrés Manuel López Obrador accuse le patron de TV Azteca, Ricardo Salinas Pliego, de « diriger une mafia » exerçant un « blocus de l’information ».
Le soir du 17 avril 2020, en plein milieu de la pandémie de Covid-19, l'un des présentateurs accuse le gouvernement mexicain de mentir en exagérant les chiffres de l'épidémie, et appelle à ne pas croire le gouvernement et à ne pas respecter les consignes d'hygiène et de confinement. Ces propos en eux-mêmes sont déjà mal reçus par les Mexicains, mais les polémiques redoublent lorsque le lendemain il est découvert qu'ils ne faisaient que suivre la ligne éditoriale fixée par le propriétaire de Grupo Salinas, Ricardo Salinas Pliego, le deuxième homme le plus riche du Mexique (après Carlos Slim Helú), qui risque de voir ses bénéfices diminués à cause des mesures de quarantaine prises dans tout le pays, et a donc intérêt à ce que les Mexicains ne les respectent pas,,.

## Données économiques
TV Azteca est cotée dans l'indice IPC de la Bourse du Mexique. TV Azteca est aussi présente à la Bourse de New York.
En mai 2003, la dette de TV Azteca s'élevait à 425 millions de dollars US.